# Pályatanácsadás
A pályatanácsadás célja, az azt igénybe vevő személy pályaválasztásának, pályamódosításának elősegítése, és számára érdeklődésének, képességének, személyiségének és a munkaerőpiaci igényeknek megfelelő pályaterv kialakítása.
A pályatanácsadás formái:
a) pályaválasztási tanácsadás,
b) pályamódosítási tanácsadás.
A pályaválasztási tanácsadás elősegíti a pályaválasztási döntés meghozatalát, az e döntésnek, valamint a munkaerőpiaci keresletnek megfelelő képzési lehetőség kiválasztását.
A pályamódosítási tanácsadás segítséget nyújt új képzési irány vagy foglalkozás megtalálásához olyan személy számára, akinek a szakmai képzettsége a személyiségének, képességének, valamint a munkaerőpiaci keresletnek nem felel meg. https://web.archive.org/web/20120211030025/http://www.de-efk.hu/munkaerpiaci-tanacsado/